# Demodicidae
Demodicidae zijn  een familie van mijten. Bij de familie zijn 7 geslachten met circa 110 soorten ingedeeld.